# Lijst van Brusselse ministers van Brandbestrijding en Noodhulp
Dit is een lijst van ministers van Brandbestrijding en Noodhulp in de Brusselse Hoofdstedelijke Regering.

## Lijst
| Nr. | Minister | Minister                    | Partij | Partij                                 | Begin             | Einde             | Regering(en)                              | Bevoegdheid                                         |
| --- | -------- | --------------------------- | ------ | -------------------------------------- | ----------------- | ----------------- | ----------------------------------------- | --------------------------------------------------- |
| 1   |          | Jos Chabert (1933-2014)     |        | CVP/CD&V                               | 14 juli 1999      | 19 juli 2004      | Simonet I, de Donnea, Ducarme, Simonet II | Brandbestrijding en Noodhulp                        |
| S   |          | Robert Delathouwer (1953)   |        | SP/sp.a                                | 14 juli 1999      | 15 september 2003 | Simonet I, de Donnea, Ducarme             | Brandbestrijding en Noodhulp                        |
| S   |          | Pascal Smet (1967)          |        | sp.a                                   | 15 september 2003 | 19 juli 2004      | Ducarme, Simonet II                       | Brandbestrijding en Noodhulp/ Brandweer en Noodhulp |
| 2   |          | Benoît Cerexhe (1961)       |        | cdH                                    | 19 juli 2004      | 16 juli 2009      | Picqué III                                | Brandbestrijding en Noodhulp                        |
| S   |          | Christos Doulkeridis (1968) |        | Ecolo                                  | 16 juli 2009      | 20 juli 2014      | Picqué IV, Vervoort I                     | Brandbestrijding en Dringende Medische Hulp         |
| 3   |          | Evelyne Huytebroeck (1958)  |        | Ecolo                                  | 7 mei 2013        | 20 juli 2014      | Vervoort I                                | Brandbestrijding en Dringende Medische Hulp         |
| 4   |          | Didier Gosuin (1973)        |        | FDF                                    | 20 juli 2014      | 18 juli 2019      | Vervoort II                               | Brandbestrijding en Dringende Medische Hulp         |
| S   |          | Cécile Jodogne (1964)       |        | FDF                                    | 20 juli 2014      | 18 juli 2019      | Vervoort II                               | Brandbestrijding en Dringende Medische Hulp         |
| S   |          | Pascal Smet (1967)          |        | one.brussels-sp.a/one.brussels-Vooruit | 18 juli 2019      | 18 juni 2023      | Vervoort III                              | Brandbestrijding en Dringende Medische Hulp         |
| S   |          | Ans Persoons (1979)         |        | one.brussels-Vooruit                   | 23 juni 2023      | heden             | Vervoort III                              | Brandbestrijding en Dringende Medische Hulp         |